# 齋藤恭司
齋藤 恭司（さいとう きょうじ、1944年12月25日 - ）は、日本の数学者。京都大学名誉教授。専門は、複素解析幾何学・複素解析学・周期積分など。東京都出身。

## 経歴
1967年、東京大学理学部数学科を卒業。ゲッティンゲン大学博士課程で学び、1971年修了。
その後は、東京大学、京都大学数理解析研究所教授を経て、2008年4月数物連携宇宙研究機構主任研究員。京都大学数理解析研究所元所長。1990年のICMに招待講演者として招聘された。
還暦を越えてなお研究を盛んに行っている。

## 研究内容・業績
- 原始保型形式の理論の創始
- 特異点の変形のモジュライ上の周期写像によって平坦構造を発見した。量子コホモロジー環と非常によく似ていて、それらを統一的に扱うフロベニウス多様体は現在の数理物理学（特にミラー対称性）において重要な役割を果たしている（とされる）。さらには消滅サイクル束のホッジ理論まで考えている。
- 孤立特異点の複素解析学（井上学術賞）
- 特異点のルート系やルート系の表現論
- 独自の可積分系を構築しようとしている

## 受賞・栄典
- 2011年 日本数学会 幾何学賞
- 2016年 第1回岡潔賞
- 2023年 瑞宝中綬章[2][3]